# Villogorgia tenuis
Villogorgia tenuis is een zachte koraalsoort uit de familie Plexauridae. De koraalsoort komt uit het geslacht Villogorgia. Villogorgia tenuis werd in 1908 voor het eerst wetenschappelijk beschreven door Nutting. 